# L'ultimo Lord (film 1932)
L'ultimo Lord (La femme en homme) è un film muto del 1932 diretto da Augusto Genina.
Il film è un remake de L'ultimo Lord (1926), film muto prodotto in Italia da Cinès-Pittaluga e diretto dallo stesso regista. La vicenda si basa su una commedia scritta da Ugo Falena nel 1925, liberamente ispirata al romanzo Il piccolo Lord della scrittrice inglese Frances Hodgson Burnett. Falena dette una versione romantica della storia, in cui ad essere protagonista non è un ragazzino ma una giovane donna.
Il remake sonoro, prodotto in Francia, presenta un cast diverso ma la stessa attrice protagonista Carmen Boni, che tanto successo aveva riscosso nella prima versione. Una terza versione della commedia di Falena sarà realizzata da Lucio De Caro nel 1945: Il ventesimo duca, con protagonista Paola Veneroni.

## Trama
Il "piccolo Lord" è in realtà una giovane donna che finge di essere un ragazzo adolescente pur di avere l'opportunità di incontrare il nonno, notoriamente misogino, fino all'inevitabile lieto fine e al matrimonio con un giovane principe.

## Produzione
Il film fu prodotto in Francia da Films Sonores Tobis.

## Distribuzione
Distribuito da Les Grandes Exclusivités Européennes, il film uscì nelle sale cinematografiche francesi l'11 marzo 1932 e quindi internazionalmente.